# سيدي عبد جليل
سيدي عبد الجليل (بالإنجليزية: SIDI ABDELJALIL)‏ هي جماعة قروية تابعة لإقليم الصويرة ضمن جهة مراكش - تانسيفت - الحوز بالمغرب. بلغ مجموع عدد سكان سيدي عبد الجليل  حسب إحصاءات 2004 حوالي 6963 نسمة يعيشون في 1293 أسرة.

## النمو الديموغرافي
== دواوير الجماعة == هناك على الجانب الأيسر للوادي الذي يقسم المنطقة إلى نصفين العديد من العيون المائية التي تصب في النهر وفي الأعلى هناك منطقة الظهرة ودواويرها المحادية للغابة والجبال.